# Москов, Моско
Моско Москов (12 сентября 1863, Лясковец — 12 февраля 1947) — болгарский историк-краевед, историк литературы, лингвист, фольклорист, научный писатель, пионер библиотечного дела и туризма в Болгарии, общественный деятель, археолог, педагог, переводчик, поэт, писатель, драматург и журналист.
Учился в школе в родном городе, затем в богословском училище при Петропавловском монастыре и в семинарии в Одессе. В 1886 году поступил в Женевский университет, где изучал литературу и общественные науки и который окончил в 1890 году, после чего вернулся на родину. Работал сначала учителем в Русе, в 1892 году переехал в Тырново, став учителем в местной гимназии и начав интересоваться историей тырновского края; прожил в Тырново до конца жизни. Его усилиями в городе были созданы крупная национальная библиотека, туристическая служба и археологическое общество.
Наиболее известные произведения его авторства: «Стояна» (1881) — поэма, «Мома слава» (1883) — поэма, «За старите времена» (1885) — повесть, «Тъгите на Македония» (1886) — стихотворения, «Отмъщение» — драма, «Пролетна китка», «Съвременни напеви» и «Летна китка» — стихотворения, «Калина» — поэма, «Беззащитна жертва» (1890) — повесть, «На отпуска» — рассказы, «Дедо Желю Хаджията» — историческая повесть, «Съдбата ми е зла» — повесть, «Четата на Христа Ботев» — исторические сведения, «Емигрантът» — рассказ, «По нашето изложение», «Петко Р. Славейков, като писатель» — литературный очерк, «За Българските народни песни» — литературно-научные исследования, «Лесковската обитель» — историческая повесть, «История на Българската литература» (1895). Активно сотрудничал в периодической печати, перевёл множество произведений с русского и французского языков. Составил также несколько словарей, в том числе карманный словарь иностранных слов, а также французско-болгарский и болгарско-французский словарь, удостоенный в 1902 году премии от Французской академии наук.